# Grote doornkruiper
De grote doornkruiper (Atrichornis clamosus) is een vogel uit de familie doornkruipers (Atrichornithidae). Het is een bedreigde, endemische vogelsoort in Australië.

## Kenmerken
Ze zijn ongeveer 22 tot 26 centimeter lang, ongeveer zo groot als een spreeuw en onopvallend bruin en grijs gekleurd. De vleugels zijn kort en afgerond, ook de staart is afgerond. Van boven is de vogel voorzien van een vage zwarte streping. Het vrouwtje heeft een witachtige keel. De vogel lijkt  op de zwartkapborstelvogel (Dasyornis longirostris) maar die mist de zwarte streping op de rug en heeft een schubvormig patroon op de borst. Ze hebben een fluitende zang, die eindigt in een harde, krassende schreeuw.

## Leefwijze
Hun voedsel bestaat in hoofdzaak uit insecten, wormen en slakken. Het nest is overdekt en heeft een zijingang.

## Verspreiding en leefgebied
De grote doornkruiper is te vinden op de zuidkust van West-Australië. Heel lang werd gedacht dat deze vogel was uitgestorven, tot hij in 1961 opnieuw werd ontdekt. Tussen 1961 en 1976 kwam deze vogel alleen voor in het Two Peoples Bay Nature Reserve, 40 km ten oosten van Albany (Australië). Daarna is de vogel met succes op andere plaatsen in West-Australië geherintroduceerd, onder andere op Bald Island, een eilandje aan de zuidwestkust.

## Status
De grote doornkruiper heeft een beperkt verspreidingsgebied en daardoor is de kans op uitsterven aanwezig. De grootte van de populatie werd in 2020 door BirdLife International geschat op  1100 tot 1600 volwassen individuen. Populaties van deze vogel, ook de populaties die aanvankelijk met succes ergens anders zijn geherintroduceerd, hebben sterk te lijden onder bosbranden die worden aangestoken om natuurlijk droog bos om te zetten in begrazingsgebied. Om deze redenen staat deze soort als bedreigd op de Rode Lijst van de IUCN.